# 1894 en musique classique
| \| • Retour à la chronologie générale de la musique classique • \| |
| Grèce • Rome • Haut Moyen Âge • VIIIe siècle • IXe siècle • Xe siècle • XIe siècle XIIe siècle • XIIIe siècle • XIVe siècle • XVe siècle • XVIe siècle • XVIIe siècle XVIIIe siècle • XIXe siècle • XXe siècle • XXIe siècle |
| • Retour à la chronologie générale de la musique classique • |

| Années en musique classique : 1891 - 1892 - 1893 - 1894 - 1895 - 1896 - 1897    |
| Décennies en musique classique : 1860 - 1870 - 1880 - 1890 - 1900 - 1910 - 1920 |

## Événements

### Créations
- janvier : le Quatuor à cordes no 12 « Américain » d'Antonín Dvořák, créé à Boston par le Quatuor Kneisel.
- 17 février : La verbena de la Paloma, zarzuela de Tomás Bretón, créée au Teatro Apolo de Madrid.
- 8 mars : Hulda, opéra de César Franck, créé à l'Opéra de Monte-Carlo sous la direction de Léon Jehin.
- 14 mars : la Symphonie no 1 en sol mineur de Carl Nielsen, créée à Copenhague sous la direction de Johan Svendsen.
- 16 mars :  
  - Symphonie no 4 d'Alexandre Glazounov, créée à Saint-Pétersbourg.
  - Thaïs, opéra de Jules Massenet, créé au Palais Garnier.
- 20 mars : Le Rocher de Sergueï Rachmaninov, créée à Moscou sous la direction de Vassili Safonov.
- 10 mai : Guntram, op. 25, opéra de Richard Strauss.
- 8 mai : Le Portrait de Manon, opéra-comique de Jules Massenet, créé à l'Opéra-Comique sous la direction de Jules Danbé.
- 20 juin : La Navarraise, épisode lyrique de Jules Massenet, créé au Covent Garden.
- 2 octobre : Počátek románu, opéra de Leoš Janáček, créé à Brno.
- 22 décembre : Prélude à l'après-midi d'un faune, de Claude Debussy, musique inspirée d’un poème de Mallarmé, créée à Paris.

Date indéterminée
- le Quatuor à cordes no 4 en la mineur est composé par Alexandre Glazounov.
- Atala, opéra de Gisella Delle Grazie, créé au Teatro Balbo à Turin.
- la Symphonie no 2 « Résurrection » est composée par Gustav Mahler, et sera créée en 1895.

### Autres
- 6 juin : Fondation de la Schola Cantorum de Paris.
- Début de la publication des Denkmäler deutscher Tonkunst et des Denkmäler der Tonkunst in Österreich (fin de la publication en 1952).

## Naissances

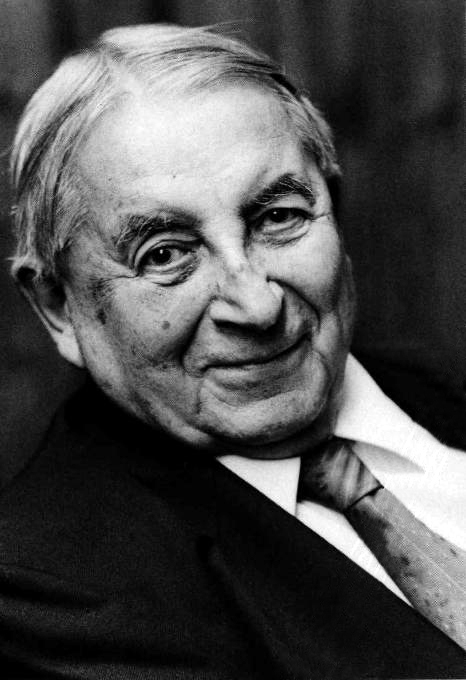
Nicolas Slonimsky

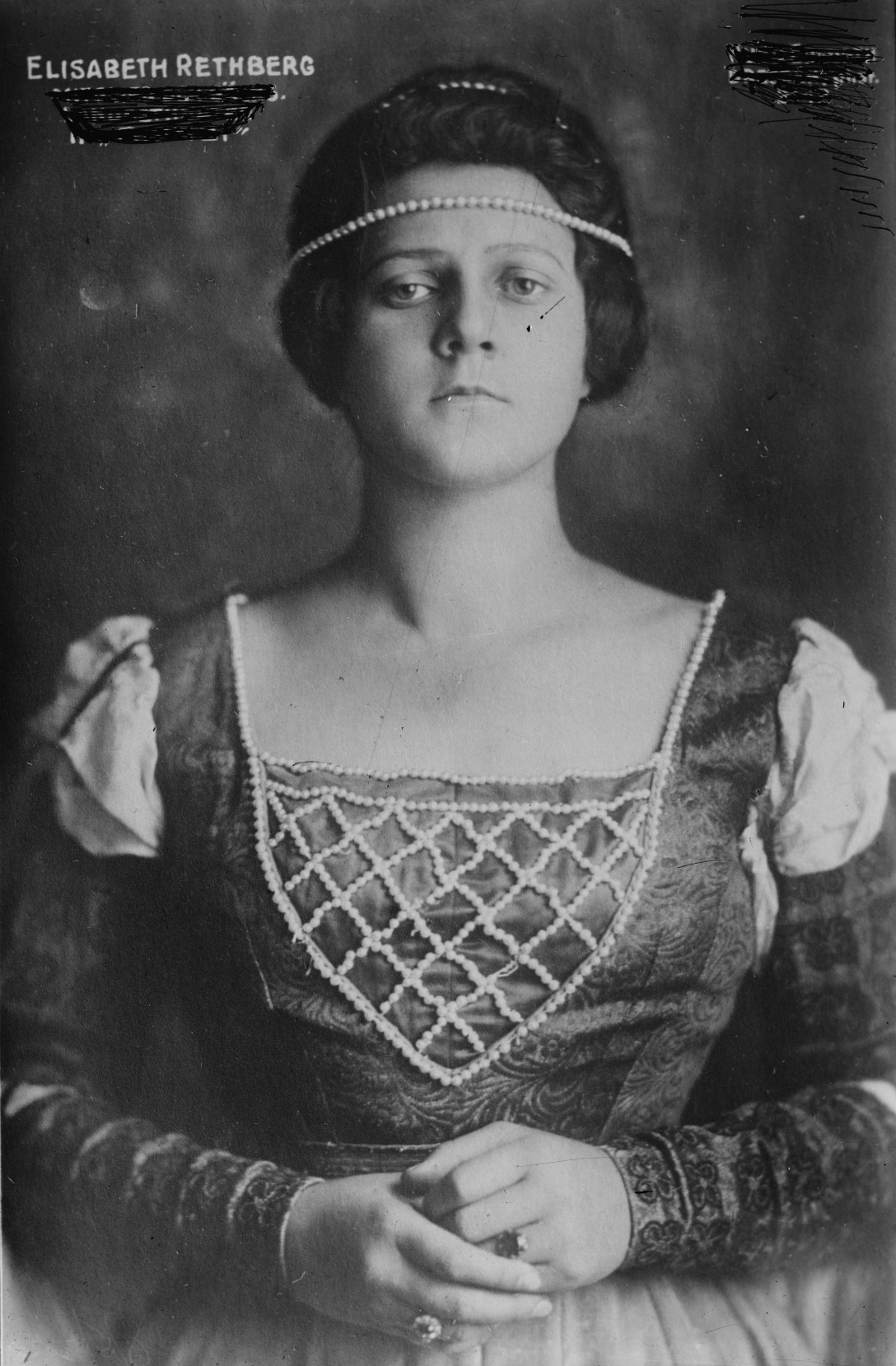
Elisabeth Rethberg

- 4 janvier : Wesley LaViolette, compositeur américain († 29 juillet 1978).
- 6 janvier : André Pernet, chanteur français, baryton-basse († 17 juin 1966).
- 11 janvier : Jaroslav Vogel,  chef d'orchestre, compositeur et musicologue tchèque († 2 février 1970).
- 18 janvier : Robert Bréard, musicien français († 16 mai 1973).
- 20 janvier : Walter Piston, compositeur américain († 12 novembre 1976).
- 25 janvier : Marguerite Roesgen-Champion, pianiste et claveciniste suisse († 30 juin 1976).
- 6 février : André Marchal, organiste, professeur d'orgue et improvisateur français († 27 août 1980).
- 14 février : Karol Hławiczka, pianiste et compositeur polonais († 22 juillet 1976).
- 22 février : Alexandre Spitzmüller, compositeur autrichien († 12 novembre 1962).
- 27 février : Robert Siohan, chef d'orchestre et compositeur français († 16 juillet 1985).
- 12 mars : Henri Cliquet-Pleyel, compositeur français († 9 mai 1963).
- 15 mars : Sláva Vorlová, compositrice tchèque († 24 août 1973).
- 24 mars : Elsa Respighi, compositrice italienne († 17 mars 1996).
- 26 mars : Viorica Ursuleac, soprano († 22 octobre 1985).
- 13 avril : Ludvig Irgens-Jensen, compositeur norvégien († 11 avril 1969).
- 27 avril : Nicolas Slonimsky, musicologue, chef d’orchestre, compositeur et écrivain américain († 25 décembre 1995).
- 6 mai : Filip Lazăr, pianiste et compositeur roumain († 3 novembre 1936).
- 7 mai : Edmond Appia, chef d'orchestre et violoniste suisse († 12 février 1961).
- 15 mai :
  - José Cubiles, pianiste et chef d'orchestre espagnol († 5 avril 1971).
  - Feliks Wróbel, compositeur polonais († 15 avril 1954).
- 31 mai : Jane Joseph, compositrice et professeur de musique anglaise († 9 mars 1929).
- 8 juin :
  - Marcel Lanquetuit, organiste, improvisateur, pianiste, chef d’orchestre, pédagogue et compositeur français († 21 mai 1985).
  - Erwin Schulhoff, compositeur et pianiste tchèque († 18 août 1942).
- 10 juin : Pavel Bořkovec, compositeur et professeur de musique tchèque († 22 juillet 1972).
- 15 juin : Robert Russell Bennett, compositeur, orchestrateur, arrangeur musical et chef d'orchestre américain († 18 août 1981).
- 21 juin : Johannes Schüler, chef d'orchestre allemand († 3 octobre 1966).
- 27 juin : Antonio Brosa, violoniste espagnol († 23 mars 1979).
- 14 juillet : Michel Michelet, compositeur d'origine russe († 28 décembre 1995).
- 30 juillet : Francine Benoît, pédagogue, compositrice, critique musicale et féministe de nationalité française puis portugaise († 27 janvier 1990).
- 31 juillet : Heinz Bongartz, chef d'orchestre et compositeur allemand († 5 mai 1978).
- 11 août : Marie Goossens, harpiste britannique († 18 décembre 1991).
- 14 août : Edmund Meisel, compositeur autrichien de musique classique († 14 novembre 1930).
- 28 août : Karl Böhm, chef d'orchestre autrichien († 14 août 1981).
- 8 septembre : Willem Pijper, compositeur néerlandais, critique musical et professeur († 18 mars 1947).
- 11 septembre : Vally Weigl, compositrice et musicothérapeute († 25 décembre 1982 (à 88 ans)).
- 15 septembre : Herbert Windt, compositeur allemand († 23 novembre 1965).
- 18 septembre : Marcel Lafosse, trompettiste français († 10 septembre 1969).
- 22 septembre : Elisabeth Rethberg, soprano allemande († 6 juin 1976).
- 29 septembre : Franco Capuana, chef d'orchestre italien († 10 décembre 1969).
- 25 octobre : Alfredo Sangiorgi, compositeur italien († 18 juillet 1962).
- 28 octobre : Fritz Wolff, ténor allemand († 18 janvier 1957).
- 30 octobre : Peter Warlock, compositeur et critique musical britannique († 17 décembre 1930).
- 11 novembre : Aaron Avshalomov, compositeur russe († 26 avril 1965).
- 9 décembre : Fernand Faniard, chanteur de l'Opéra de Paris († 3 août 1955).
- 17 décembre : Arthur Fiedler, chef d'orchestre américain († 10 juillet 1979).
- 19 décembre : Paul Dessau, compositeur et chef d'orchestre allemand († 28 juin 1979).
- 22 décembre : Mihail Andricu, pianiste et compositeur († 4 février 1974)
- 31 décembre : Ernest John Moeran, compositeur anglais († 1er décembre 1950).

## Décès

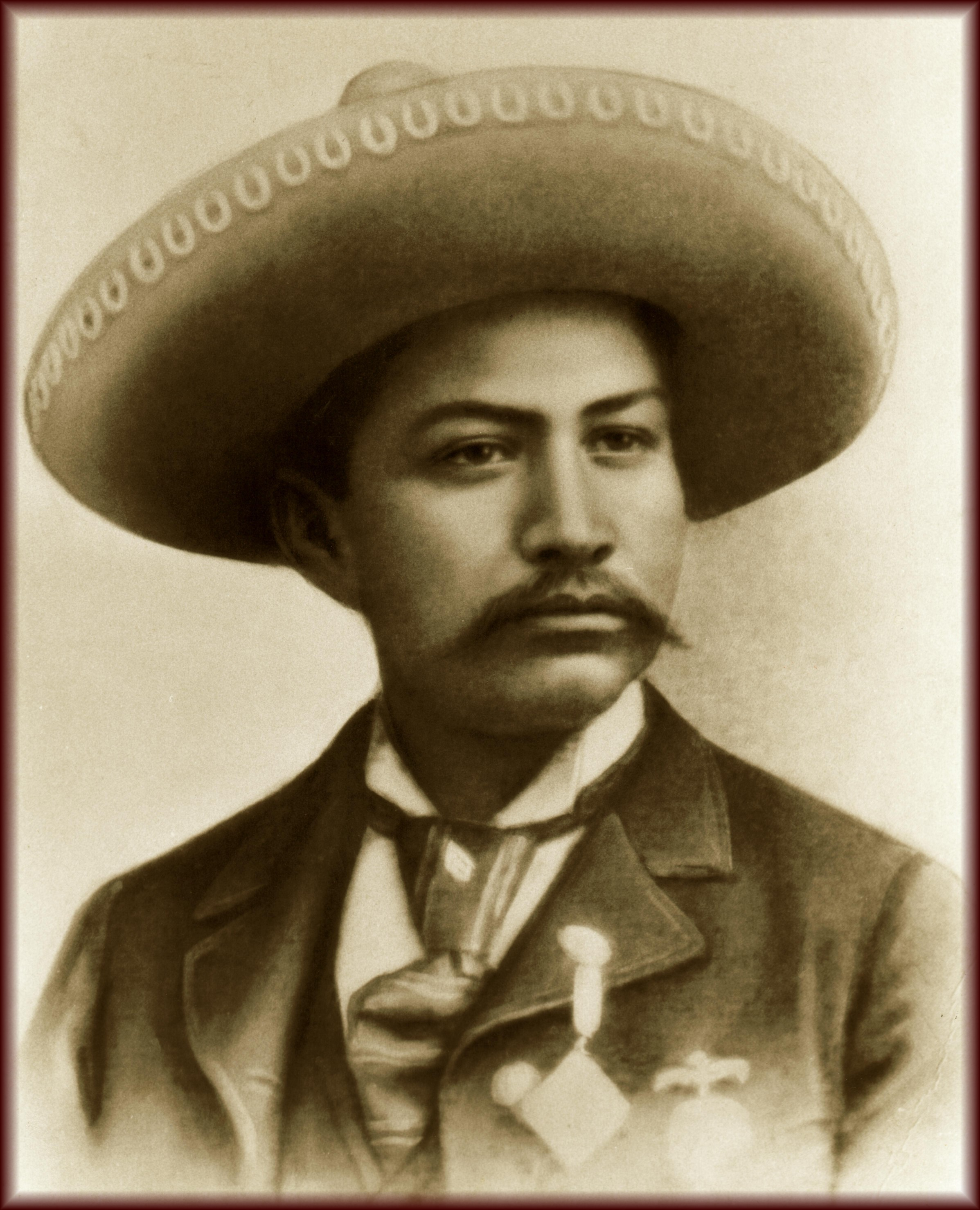
Juventino Rosas

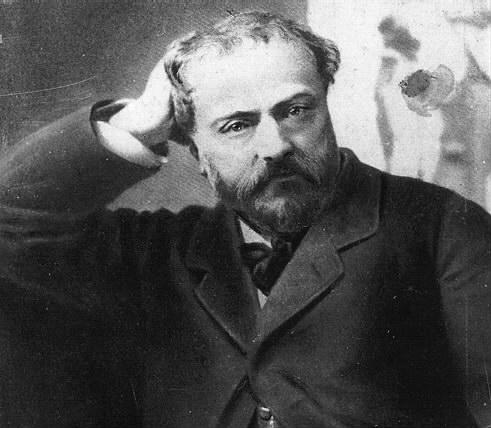
Emmanuel Chabrier

- 14 janvier : Émile Chevalet, homme de lettres, journaliste, historien et librettiste français (° 1er novembre 1813).
- 21 janvier : Guillaume Lekeu, compositeur belge (° 20 janvier 1870).
- 4 février : Adolphe Sax, facteur d'instruments belge, inventeur du saxophone (° 6 novembre 1814).
- 11 février : Emilio Arrieta, compositeur espagnol (° 21 octobre 1823).
- 12 février : Hans von Bülow, chef d'orchestre allemand (° 8 janvier 1830).
- 17 février : Francisco Asenjo Barbieri, compositeur espagnol de zarzuelas (° 3 août 1823).
- 19 février : Camillo Sivori, violoniste et compositeur italien (° 25 octobre 1815).
- 28 février : Janet Monach Patey, contralto anglaise (° 1er mai 1842).
- 13 mars : Jean-Pierre Maurin, violoniste et pédagogue français (° 14 février 1822).
- 21 mars : Jacob Rosenhain pianiste et compositeur allemand (° 2 décembre 1813).
- 13 avril : Philipp Spitta, musicographe et musicologue allemand (° 27 décembre 1841).
- 2 mai : Pietro Abbà Cornaglia, compositeur italien (° 20 mars 1851).
- 5 juin : Marcelina Czartoryska, pianiste et aristocrate polonaise (° 18 mai 1817).
- 19 juin : Dieudonné Dagnelies, chef d'orchestre et compositeur belge (° 9 septembre 1825).
- 23 juin : Marietta Alboni, cantatrice italienne (° 6 mars 1826).
- 9 juillet : Juventino Rosas, musicien et compositeur mexicain (° 25 janvier 1868).
- 24 juillet : Paul Letondal, pianiste, organiste, violoncelliste, compositeur et professeur de musique franco-canadien (° 25 janvier 1831).
- 19 août : Giovannina Lucca, éditrice italienne d'ouvrages musicaux (° 1810).
- 8 septembre : Jean-Baptiste Pierné, chanteur d'opéra (° 3 juin 1821).
- 13 septembre : Emmanuel Chabrier, compositeur français (° 18 janvier 1841).
- 16 septembre : Louis Mayeur, compositeur, chef d'orchestre, clarinettiste et saxophoniste belge (° 21 mars 1837).
- 16 octobre : Johanna Jachmann-Wagner, mezzo-soprano et professeur de chant allemande (° 13 octobre 1828).
- 20 novembre : Anton Rubinstein, pianiste et compositeur russe (° 28 novembre 1829).
- 9 décembre : Sophie von Baudissin, écrivaine et compositrice allemande (° 27 juillet 1813).